# Multilateralismus
Unter Multilateralismus (von lateinisch multus „viel, zahlreich“; latus „Seite“) wird die Zusammenarbeit mehrerer Staaten bei der Lösung von politischen, gesellschaftlichen oder technischen Problemen verstanden, die grenzübergreifend sind. Auch die Friedenstruppen der Vereinten Nationen sind in der Regel multilateral zusammengesetzt.
Im Völkerrecht verwendet man den Begriff multilateral, wenn drei oder mehr Staaten (oder andere Völkerrechtssubjekte) kooperativ, prinzipiell gleichberechtigt gemeinsam handeln (Diplomatie betreiben, insbesondere Verträge schließen).
Im Welthandelsrecht (GATT und GATS) bezeichnet multilateral Verträge, die zwischen allen Mitgliedern der Welthandelsorganisation geschlossen werden und demnach auch für alle gleichermaßen gelten. Dementsprechend kann als Multilateralismus verstanden werden ein „System einer vielfach verknüpften Weltwirtschaft mit allseitig geöffneten Märkten“. Wenn nur einzelne Staaten etwa an einem Freihandelsabkommen oder einer Zollunion teilnehmen, wird dies plurilateral genannt.
Die formelle, multilaterale Diplomatie geht nach der Ansicht vieler auf den Wiener Kongress im neunzehnten Jahrhundert zurück. Seitdem hat der Multilateralismus an Bedeutung gewonnen und die vorher übliche, zumeist rein zwischenstaatliche (bilaterale) Diplomatie in vielen Bereichen abgelöst. Dadurch entstanden auch in kurzer Zeit zahlreiche internationale Organisationen, wovon die wichtigste heute die Vereinten Nationen (als Nachfolger des Völkerbunds) sind.
Als Reaktion auf einen verstärkt wahrgenommenen Unilateralismus wurde 2019 die Allianz für Multilateralismus gegründet.
Verwandte Begriffe sind bilateral (zwei Akteure) und unilateral (ein Akteur).